# جان دنزمور
جان پاول دنزمور (به انگلیسی: John Paul Densmore) معروف به جان دنزمور، (زادهٔ ۱ دسامبر ۱۹۴۴ در مِین) موسیقی‌دان، فیلم ساز، یکی از اعضاء و نوازنده درام گروه دورز در فاصله سال های ۱۹۶۵ تا ۱۹۷۳ بود. او در سریال اسلج همر! بازی کرده است.